# 請在伸展台上微笑
《請在伸展台上微笑》（日语：ランウェイで笑って）是由日本漫畫家豬之谷言葉（猪ノ谷言葉）繪畫的時裝題材少年漫畫，於2017年5月31日發售的《週刊少年Magazine》2017年26號開始連載，至2021年33號連載結束。於2020年動畫化，講述一個志願為時裝設計師的貧窮少年和身材矮小卻夢想成為超級名模的女孩的故事。這部漫畫亦是作者的第一部連載作品。

## 故事簡介
主人公是身高只有158cm的藤戶千雪，她的夢想是立志成為巴黎時裝週的走秀模特兒。作為模特來說矮小的個頭是致命傷，周遭都因此不停地說服她放棄，但她仍不喪志。這時，她結識了為撫養家人打算放棄成為時裝設計師夢想的都村育人。千雪卻無意中使用了家人曾跟她說的「你是辦不到的」來回應他。最後無法放棄的千雪與育人兩人達成共識要追逐夢想，互相鼓勵幫助。這是一部專心致志追尋夢想不停前進的、兩人的故事。

## 登場人物

### 主要角色
都村育人（聲：花江夏樹、花守由美里（2018年宣傳PV））
本作主人公。立志成為時裝設計師的高三學生，為單親家庭的長子，有三個分別名叫穗乃果、葵和一花的妹妹。
與生俱來有著看過衣服模式後便能幾乎準確地以心像的方式呈現出來的能力，其能力被綾野遠一眼相中。家中很窮，因此經常遇到財困而難以發揮才能。在設計出讓千雪登上畫報的衣服後獲研二引薦至「HAZIME YANAGIDA」，在東京時裝週時臨危受命，被要求在15分鐘內改好用在千雪身上的服飾，雖然發生高跟鞋鞋跟斷裂的意外，但其設計使千雪得以完成流程，亦因如此得到柳田一的認可。曾在藝華祭時暫時辭去「HAZIME YANAGIDA」職務，後來重新加入但隨即又因公司解散而被投閒，之後以實習生機制進入「Aphro I Dite」，並成功成為正式社員。
藤戶千雪（聲：花守由美里）
本作女主角。「千之雪」經紀公司社長的女兒，育人的同班同學。個性倔強不服輸。目標是以「千之雪」的時裝模特的身份站上巴黎時裝週。擁有不俗的外貌和身材，但僅有158厘米則使她難以在模特界發展。
在東京時裝週時代替因為颱風而無法到來的模特兒走秀，並由育人修改本來用在該模特兒的衣服。在行走途中千雪的鞋跟斷裂，但她憑著打破模特兒不能在伸展台上微笑的原則而獲全場報以掌聲。
藝華祭時裝展上與心合作，向育人發起挑戰，並在走秀時以一人穿盡所有服裝（除了尾二的由心親自上陣）的姿態登場，協助心取得冠軍。
長谷川心（聲：茅野愛衣）
服飾藝華大學1年生。有著181厘米身高的模特兒，外人非常看好其未來的生涯，但她本人則是對身高一事感到自卑且無法喜歡上該工作，而希望成為一位時裝設計師。在東京時裝週結束後加入「HAZIME YANAGIDA」，並視育人為前輩和仰慕對象，後來亦在自己的筆記表明自己喜歡他。與育人一樣有兄妹四人，分別各有一個比她大的哥哥和姐姐以及一個妹妹。
在藝華祭的服裝上憑著自己設計的衣服獲得第一名，得以從模特行業脫身，後來飛往巴黎留學，並向一請長假。
柳田一（聲：諏訪部順一）
時尚品牌「HAZIME YANAGIDA」的頭號時裝設計師，育人的前雇主。曾在「千之雪」工作，並與千雪的父親研二相熟。其設計才能備受業界肯定，但因曾被縫紉機傷及手指的經驗導致害怕針線類，而對縫紉衣服方面極不在行。性格易怒，有自信，雖然做事有條理但亦偶爾會耍孩子氣，曾在育人第一次到訪時二話不說撕毀他修補的衣服且要求他離開，後來在育人的懇求下讓他留下，並在東京時裝週後開始對其改觀。
76話解散「HAZIME YANAGIDA」，進入「Aphro I Dite」擔任設計師。
綾野遠（聲：木村良平）
服飾藝華大學4年生。該大學歷史上首屈一指的設計師。與心一樣在東京時裝週結束後加入「HAZIME YANAGIDA」。不希望打著綾野麻衣的旗號工作，而是自立門戶。最初是一位孤兒，後來被著名女性設計師綾野麻衣當作是自已的「孫子」收養。性格高傲自負，有著單憑觸摸他人的身體便能準確知道其三圍的能力。
於育人至藝華大學參觀時在大廳初次見面，且一眼看穿了育人的能力，對育人感興趣而加入了柳田的團隊，與育人一樣擁有心像化透視圖的能力，但他在綾野麻衣的手下工作了20年才練就這種能力，而育人則是與生俱來，為此很羨慕育人。

### 其他角色
藤戶研二（聲：井上和彥）
千雪的父親，「千之雪」的社長。為推薦育人給一的人，而在他離開「HAZIME YANAGIDA」後亦順勢招聘他進「千之雪」。很看重育人設計師的才能，常會在背後給予協助。
成岡雫（聲：折笠富美子）
「千之雪」的經理。曾以英國知名品牌「Lale Faun」模特兒的身份於巴黎時裝週出場，亦是使千雪懷有成為模特兒夢想的契機。曾經解雇過未達要求的千雪，後來在她穿上育人所製的衣服後重新聘請千雪。
五十嵐優（聲：甲斐田裕子）
心的經紀人，所屬公司為「Bon Rouge」。在多年前曾是一位模特兒，為雫的前輩，但曾經被經紀公司雪藏且成就遠遠不及雫，後來在25歲時以人脈等手段登上倫敦時裝週，但之後意識到自己不再適合當模特兒而轉任經紀人。非常看重心，多次提點作為模特兒的規矩，亦希望她成為一線的模特兒，也因如此極力反對心轉行當設計師，甚至曾以利誘育人的方式冀望她妥協，但在藝華祭觀看後亦逐步改變其觀念。
新沼文世（聲：諏訪彩花）
時裝雜誌《MODE JAPAN》的編輯。曾到東京時裝週作報導。形容自己是一個「小不點」，認為時裝是給受眷顧的人而存在的，而矮小的自己只要穿著合適的衣服就可以了。後來被千雪在伸展台上的作為感動並改變自己的想法。
綾野麻衣（聲：淺野麻由美）
曾獲得法國藝術與文學勳章的時尚品牌「Aphro Idite」董事長，其中一位曾代表日本參加巴黎時裝週的設計師，同時亦是遠的祖母。與遠之間的關係微妙。
都村百合子（聲：桑島法子）
育人的母親。因為過勞而住院，雖然病情不樂觀仍支持育人追求當時裝設計師的夢想。

## 術語
千之雪（Mille Neige）
由千雪的父親研二擔任社長的模特兒經紀公司，其業務領域涉及紡織業和化妝品行業。

## 作風
《請在伸展台上微笑》雖然標榜是一部少年漫畫，但其題材主要為時裝，也因如此被認為是同類漫畫中較為「與眾不同的作品」。而隨著故事的發展，漫畫亦向王道式的少年漫畫靠攏，同時作中也描繪了許多關於設計師以及模特兒之間的「友情」與付出過的「努力」。
當被問及為何選擇時尚作漫畫題材時，作者豬之谷言葉表示自己喜歡體育漫畫內的熱血和友誼，但與之不同的是時尚能讓男女在同一舞台上切磋技藝。即使讀者對時尚界一竅不通，也可以在腦中空想主角們以「全國大會」為目標的情景，《請在伸展台上微笑》也在布局時便已經透露育人和千雪的未來。另外，漫畫亦採用了「以描寫人生為中心」的方式來吸納對時尚不感興趣的人，使讀者得以理解登場角色的煩惱。
除此之外，《請在伸展台上微笑》對於時尚和時裝產業的描寫亦追求貼近現實。同時亦有専門人士監修漫畫的細節，就例如第7卷開始與豬之谷言葉合作的HASEGAWA KAZUYA和東京服飾專門學校。

## 反響

### 銷量
截至2020年7月，漫畫單行本出版至第16卷，累積出版量超過280萬本。

### 評價
作家花森利多（花森リド）表示在走秀中的模特兒絕對不會在伸展台上微笑，這意味著作品的標題《請在伸展台上微笑》是不可能發生的事。《漫畫新聞》的主編駒村悠貴稱育人和千雪克服重重困難並從中成長是該作最大的亮點。而在《達文西》的評論則稱《請在伸展台上微笑》令人「為之感動，有時候還會給你一種爽快感」。
就《請在伸展台上微笑》對於時裝業界的描寫，多數評論家持正面的意見。時尚記者増田海治郎稱該作「真實地描繪出時裝產業，劇情亦發人深省」。

### 獎項與提名
| 年份 | 獎項               | 類別     | 結果 | 來源   |
| ---- | ------------------ | -------- | ---- | ------ |
| 2018 | 漫畫大獎           | 不適用   | 6位  | [ 17 ] |
| 2018 | 下一部漫畫大獎     | 漫畫類   | 12位 | [ 18 ] |
| 2020 | 第44屆講談社漫畫賞 | 少年部門 | 4強  | [ 19 ] |

## 出版書籍
| 冊數 | 講談社         | 講談社                 | 東立出版社     | 東立出版社             |
| 冊數 | 發售日期       | ISBN                   | 發售日期       | ISBN／EAN              |
| ---- | -------------- | ---------------------- | -------------- | ---------------------- |
| 1    | 2017年9月15日  | ISBN 978-4-06-510130-8 | 2018年4月27日  | EAN 471-0945-55537-9   |
| 2    | 2017年11月17日 | ISBN 978-4-06-510370-8 | 2018年6月10日  | EAN 471–0945-55584-3   |
| 3    | 2018年1月17日  | ISBN 978-4-06-510758-4 | 2018年7月12日  | ISBN 978-957-26-0638-4 |
| 4    | 2018年3月16日  | ISBN 978-4-06-511073-7 | 2018年7月28日  | ISBN 978-957-26-0986-6 |
| 5    | 2018年5月17日  | ISBN 978-4-06-511413-1 | 2018年8月31日  | ISBN 978-957-26-1274-3 |
| 6    | 2018年8月17日  | ISBN 978-4-06-511796-5 | 2018年11月18日 | ISBN 978-957-26-1727-4 |
| 7    | 2018年10月17日 | ISBN 978-4-06-261727-4 | 2018年12月14日 | ISBN 978-957-26-2122-6 |
| 8    | 2018年12月17日 | ISBN 978-4-06-513490-0 | 2019年5月29日  | ISBN 978-957-26-2406-7 |
| 9    | 2019年2月15日  | ISBN 978-4-06-514129-8 | 2019年7月4日   | ISBN 978-957-26-2917-8 |
| 10   | 2019年4月17日  | ISBN 978-4-06-514887-7 | 2019年8月8日   | ISBN 978-957-26-3243-7 |
| 11   | 2019年7月17日  | ISBN 978-4-06-515313-0 | 2020年1月3日   | ISBN 978-957-26-3800-2 |
| 12   | 2019年9月17日  | ISBN 978-4-06-516792-2 | 2020年2月17日  | ISBN 978-957-26-4191-0 |
| 13   | 2019年11月15日 | ISBN 978-4-06-517360-2 | 2020年4月13日  | ISBN 978-957-26-4528-4 |
| 14   | 2020年1月17日  | ISBN 978-4-06-517886-7 | 2020年6月12日  | ISBN 978-957-26-4764-6 |
| 15   | 2020年3月17日  | ISBN 978-4-06-518683-1 | 2020年8月7日   | ISBN 978-957-26-5103-2 |
| 16   | 2020年6月17日  | ISBN 978-4-06-519182-8 | 2020年10月12日 | ISBN 978-957-26-5480-4 |
| 17   | 2020年8月17日  | ISBN 978-4-06-520447-4 | 2020年11月27日 | ISBN 978-957-26-5717-1 |
| 18   | 2020年11月17日 | ISBN 978-4-06-521017-8 | 2021年2月8日   | ISBN 978-957-26-6119-2 |
| 19   | 2021年1月15日  | ISBN 978-4-06-521959-1 | 2021年5月13日  | ISBN 978-957-26-6399-8 |
| 20   | 2021年3月17日  | ISBN 978-4-06-522518-9 | 2021年6月21日  | ISBN 978-957-26-6775-0 |
| 21   | 2021年5月17日  | ISBN 978-4-06-523141-8 | 2021年10月21日 | ISBN 978-957-26-7144-3 |
| 22   | 2021年8月17日  | ISBN 978-4-06-524026-7 | 2022年1月13日  | ISBN 978-957-26-7670-7 |

## 電視動畫

### 製作人員
- 原作：豬之谷言葉
- 導演：長山延好
- 系列構成：待田堂子
- 總作畫監督：渋谷亮介
- 人物設計：金子美咲
- 美術監督：林雅巳
- 色彩設計：林由稀
- 攝影監督：伊藤康行
- 編輯：岡祐司
- 音樂製作：片山修志（Team-MAX）、鈴木曉也（Team-MAX）
- 音響監督：田中亮
- 音響製作：ビットプロモーション（日语：ビットプロモーション）
- 動畫製作：Ezo'la
- 製作：請在伸展台上微笑製作委員會

### 主題曲
片頭曲「LION」
作詞、作曲、主唱：坂口有望，編曲：江口亮
第一件為片尾插入。
片尾曲「Ray of Light」（第二件 -）
作詞：矢作綾加，作曲：真空ホロウ，編曲：佐久間誠，主唱：金在中

### 各話列表
| 話數     | 日文標題 | 中文標題         | 劇本     | 分鏡                       | 演出                         | 作畫監督                                                         | 總作畫監督                 |
| -------- | -------- | ---------------- | -------- | -------------------------- | ---------------------------- | ---------------------------------------------------------------- | -------------------------- |
| 第一件   |          | 這是屬於你的故事 | 待田堂子 | 長山延好                   | 青木香奈枝                   | 杉浦久雪、江藤大氣、池原百合子 櫻井拓郎、西島圭祐、Synod         | 金子美咲 中山和子          |
| 第二件   |          | 職業的世界       | 待田堂子 | 長山延好                   | 青木香奈枝 田中千駿          | 杉浦久雪、江藤大氣、櫻井拓郎 藤本悠希、Synod                     | 金子美咲 中山和子          |
| 第三件   |          | 請在伸展台上微笑 | 待田堂子 | 長山延好                   | 住石亞蘭 澀谷亮介            | 杉浦久雪、Studio EverGreen Synod                                 | 金子美咲 中山和子          |
| 第四件   |          | 年輕有為的人們   | 上原莉惠 | 長山延好                   | 田中千駿                     | 江藤大氣、杉浦久雪 Studio EverGreen、Synod                       | 金子美咲 柴田裕介 中山和子 |
| 第五件   |          | 各自的作風       | 森江美咲 | 澀谷亮介                   | 青木香奈枝                   | 杉浦久雪、小山菜穗、青木香奈枝 Studio EverGreen、Synod           | 金子美咲 柴田裕介 中山和子 |
| 第六件   |          | 優越感和自卑感   | 上原莉惠 | 石黑達也                   | 住石阿嵐                     | 杉浦久雪、花乃木坂圓、小山菜穗 櫻井拓郎、Studio EverGreen、Synod | 金子美咲 柴田裕介 中山和子 |
| 第七件   |          | 存在感           | 森江美咲 | 松野祐                     | 住石亞蘭 澀谷亮介 青木裕一朗 | 杉浦久雪、小山菜穗、櫻井拓郎 Synod、Studio EverGreen             | 金子美咲 柴田裕介 中山和子 |
| 第八件   |          | 設計師的器量     | 上原莉惠 | 澀谷亮介                   | 田中千駿                     | 小山菜穗、櫻井拓郎 Synod、Studio EverGreen                       | 金子美咲 柴田裕介 中山和子 |
| 第九件   |          | 勁敵             | 森江美咲 | 澀谷亮介 長山延好 石黑達也 | 矢野孝典 青木裕一朗          | 小山菜穗、櫻井拓郎 Synod、Studio EverGreen                       | 金子美咲 柴田裕介 中山和子 |
| 第十件   |          | 不能輸           | 待田堂子 | 長山延好 齋藤昭裕          | 青木香奈枝 澀谷亮介          | 小山菜穗、櫻井拓郎 Synod、Studio EverGreen                       | 金子美咲 柴田裕介 中山和子 |
| 第十一件 |          | 約定             | 待田堂子 | 澀谷亮介                   | 田中千駿 澀谷亮介            | 櫻井拓郎、Synod Studio EverGreen                                 | 金子美咲 柴田裕介 中山和子 |
| 第十二件 |          | 這是屬於我的故事 | 待田堂子 | 大和武藏                   | 大和武藏                     | Synod、Studio EverGreen                                          | 金子美咲 柴田裕介 中山和子 |

### 藍光與DVD
| 卷數 | 發售日期      | 收錄話數       | 規格編號  | 規格編號  |
| 卷數 | 發售日期      | 收錄話數       | BD        | DVD       |
| ---- | ------------- | -------------- | --------- | --------- |
| 上   | 2020年3月25日 | 第1話－第6話   | DMPXA-110 |           |
| 1    | 2020年3月25日 | 第1話－第3話   |           | DMPBA-110 |
| 2    | 2020年3月25日 | 第4話－第6話   | DMPBA-111 |           |
| 下   | 2020年5月27日 | 第7話－第12話  | DMPXA-111 |           |
| 3    | 2020年5月27日 | 第7話－第9話   |           | DMPBA-112 |
| 4    | 2020年5月27日 | 第10話－第12話 | DMPBA-113 |           |

## 外部連結
- 請在伸展台上微笑的X（前Twitter）
- 電視動畫「請在伸展台上微笑」官方網站 （页面存档备份，存于）（日語）
- 電視動畫「請在伸展台上微笑」公式的X（前Twitter）（日語）
- ランウェイで笑って | MBS （页面存档备份，存于）
- 電視動畫第1集（中文字幕）（僅限香港IP）